# عشق ممنوع (رمان)
عشقِ ممنوع (به ترکی استانبولی: Aşk-ı Memnu) رمانی از خالد ضیا است. این رمان برای نخستین بار در سال ۱۹۰۰–۱۸۹۹ در مجلهٔ ادبی فنون ثروت به صورت یک پاورقی چاپ شد و در سال ۱۹۰۰ به صورت کتاب انتشار یافت. سه بار از روی این رمان سریال‌هایی با همین نام اقتباس شده‌است که دو تای آن در خود کشور ترکیه ساخته شده‌است.

## شخصیت‌ها
- عدنان بیگ: یک نجیب‌زاده ۵۰ ساله استانبولی ثروتمند.
- بهلول: برادرزاده عدنان بیگ؛ از آنجایی که پدرش به عنوان یک مقام ارشد در استانی دور منصوب شده، او در استانبول تحت سرپرستی عمویش زندگی می‌کند و در گالاتاسرای تحصیل می‌کند.
- نیهال: دختر عدنان بیگ. او عاشق بهلول است.
- بولنت: پسر عدنان بیگ. او پس از ازدواج پدرش با بیهتر، بیهتر را به عنوان مادرش پذیرفت. او به زودی به مدرسه شبانه‌روزی فرستاده می‌شود.
- مادموازل دو کورتون: دختر یک خانواده اشراف فقیر فرانسوی. معلم و سرپرست نیهال و بولنت.
- خانم فردوس: او متعلق به خانواده ای به نام «تیم ملیح بیگ» است که زنان در آن به رفتارهای سبک سرانه و خودنمایی معروف هستند. در ابتدای رمان او چهل و پنج ساله است.
- بیهتر: دختر کوچک فردوس هانیم. در بیست و دو سالگی با عدنان بیگ ازدواج کرد. اما او عاشق بهلول می‌شود.
- پیکر: دختر بزرگ فردوس هانیم. او سه سال از بیهتر بزرگتر است. او طبیعتی دوری گزین دارد.
- نیهات بیگ: همسر پیکر. او با پیکر ازدواج کرد تا وارد زندگی طبقه بالای استانبول شود. آنها از ازدواجشان صاحب یک پسر به نام فریدون شدند و دو سال بعد فرزند دومشان به دنیا آمد.
- شکیرا: آشپز عمارت عدنان بیگ با اوشاک سلیمان افندی ازدواج کرد. آنها از این ازدواج یک دختر به نام جمیله داشتند.
- شایسته: الیف در عمارت عدنان بیگ.
- نسرین: خدمتکار در عمارت عدنان بیگ.
- Hacı Necip: آشپز عمارت عدنان بیگ.
- بشیر: خدمتکار خواجه حبشی، کالسکه ران در عمارت عدنان بیگ.
- کاتینا: خدمتکار فردوس.